# Jugoszlávia az 1980. évi téli olimpiai játékokon
Jugoszlávia az egyesült államokbeli Lake Placidben megrendezett 1980. évi téli olimpiai játékok egyik részt vevő nemzete volt. Az országot az olimpián 5 sportágban 15 sportoló képviselte, akik érmet nem szereztek.

## Alpesisí
Férfi
| Versenyző    | Versenyszám      | 1. futam      | 1. futam      | 2. futam      | 2. futam      | Összesítés | Összesítés |
| Versenyző    | Versenyszám      | Idő           | Hely.         | Idő           | Hely.         | Idő        | Helyezés   |
| ------------ | ---------------- | ------------- | ------------- | ------------- | ------------- | ---------- | ---------- |
| Jure Franko  | Óriás-műlesiklás | 1:21,50       | 9.            | 1:23,13       | 16.           | 2:44,63    | 12.        |
| Bojan Križaj | Műlesiklás       | kizárták      | kizárták      | kiesett       | kiesett       | kiesett    | kiesett    |
| Bojan Križaj | Óriás-műlesiklás | 1:21,28       | 7.            | 1:21,25       | 3.            | 2:42,53    | 4.         |
| Jože Kuralt  | Műlesiklás       | 55,05         | 11.           | 52,94         | 13.           | 1:47,99    | 13.        |
| Jože Kuralt  | Óriás-műlesiklás | 1:22,68       | 25.           | nem ért célba | nem ért célba | kiesett    | kiesett    |
| Boris Strel  | Műlesiklás       | 55,44         | 15.           | nem ért célba | nem ért célba | kiesett    | kiesett    |
| Boris Strel  | Óriás-műlesiklás | 1:21,45       | 8.            | 1:21,79       | 5.            | 2:43,24    | 8.         |
| Janez Zibler | Műlesiklás       | nem ért célba | nem ért célba | kiesett       | kiesett       | kiesett    | kiesett    |

Női
| Versenyző     | Versenyszám      | 1. futam      | 1. futam      | 2. futam | 2. futam | Összesítés | Összesítés |
| Versenyző     | Versenyszám      | Idő           | Hely.         | Idő      | Hely.    | Idő        | Helyezés   |
| ------------- | ---------------- | ------------- | ------------- | -------- | -------- | ---------- | ---------- |
| Metka Jerman  | Műlesiklás       | nem ért célba | nem ért célba | kiesett  | kiesett  | kiesett    | kiesett    |
| Metka Jerman  | Óriás-műlesiklás | 1:18,79       | 28.           | 1:30,42  | 17.      | 2:49,21    | 20.        |
| Nuša Tome     | Műlesiklás       | nem ért célba | nem ért célba | kiesett  | kiesett  | kiesett    | kiesett    |
| Nuša Tome     | Óriás-műlesiklás | 1:18,78       | 27.           | 1:30,94  | 21.      | 2:49,72    | 23.        |
| Anja Zavadlav | Műlesiklás       | nem ért célba | nem ért célba | kiesett  | kiesett  | kiesett    | kiesett    |
| Anja Zavadlav | Óriás-műlesiklás | 1:20,54       | 31.           | 1:31,52  | 26.      | 2:52,06    | 26.        |

## Biatlon
| Versenyző     | Versenyszám  | Lövőhiba | Időeredmény | Helyezés |
| ------------- | ------------ | -------- | ----------- | -------- |
| Marjan Burgar | 10 km sprint | 4        | 37:37,74    | 38.      |
| Marjan Burgar | 20 km egyéni | 6        | 1:20:11,68  | 35.      |

## Műkorcsolya
| Versenyző       | Versenyszám | Kötelező elemek   | Kötelező elemek | Rövid program     | Rövid program | Kűr               | Kűr   | Összesítés                     | Összesítés                     | Összesítés                     | Összesítés                     | Összesítés                     | Összesítés                     | Összesítés                     | Összesítés                     | Összesítés                     | Összesítés        | Összesítés        | Összesítés  | Összesítés | Összesítés |
| Versenyző       | Versenyszám | Kötelező elemek   | Kötelező elemek | Rövid program     | Rövid program | Kűr               | Kűr   | Helyezési pontszámok bírónként | Helyezési pontszámok bírónként | Helyezési pontszámok bírónként | Helyezési pontszámok bírónként | Helyezési pontszámok bírónként | Helyezési pontszámok bírónként | Helyezési pontszámok bírónként | Helyezési pontszámok bírónként | Helyezési pontszámok bírónként | Több. hely. száma | Több. hely. össz. | Hely. össz. | Pont       | Helyezés   |
| Versenyző       | Versenyszám | Több. hely. száma | Hely.           | Több. hely. száma | Hely.         | Több. hely. száma | Hely. | 1                              | 2                              | 3                              | 4                              | 5                              | 6                              | 7                              | 8                              | 9                              | Több. hely. száma | Több. hely. össz. | Hely. össz. | Pont       | Helyezés   |
| --------------- | ----------- | ----------------- | --------------- | ----------------- | ------------- | ----------------- | ----- | ------------------------------ | ------------------------------ | ------------------------------ | ------------------------------ | ------------------------------ | ------------------------------ | ------------------------------ | ------------------------------ | ------------------------------ | ----------------- | ----------------- | ----------- | ---------- | ---------- |
| Sanda Dubravčić | Női egyéni  | 5×13+             | 13.             | 5×9+              | 10.           | 5×8+              | 8.    | 13,0                           | 12,0                           | 11,0                           | 11,0                           | 8,0                            | 12,0                           | 11,0                           | 10,0                           | 12,0                           | 5×11+             | 51,0              | 100,0       | 170,30     | 11.        |

## Sífutás
Férfi
| Versenyző    | Versenyszám | Eredmény   | Helyezés |
| ------------ | ----------- | ---------- | -------- |
| Ivo Čarman   | 15 km       | 45:14,32   | 41.      |
| Ivo Čarman   | 30 km       | 1:34:09,59 | 33.      |
| Tone Ðuričič | 15 km       | 47:38,45   | 46.      |
| Tone Ðuričič | 30 km       | 1:38:46,90 | 46.      |

## Síugrás
| Versenyző     | Versenyszám | 1. ugrás | 1. ugrás | 2. ugrás | 2. ugrás | Összesítés | Összesítés |
| Versenyző     | Versenyszám | Pont     | Hely.    | Pont     | Hely.    | Pont       | Helyezés   |
| ------------- | ----------- | -------- | -------- | -------- | -------- | ---------- | ---------- |
| Brane Benedik | Normálsánc  | 71,4     | 47.      | 78,2     | 45.      | 149,6      | 45.        |
| Brane Benedik | Nagysánc    | 60,5     | 49.      | 77,8     | 45.      | 138,3      | 49.        |
| Bogdan Norčič | Normálsánc  | 50,7     | 48.      | 73,9     | 47.      | 124,6      | 48.        |
| Bogdan Norčič | Nagysánc    | 84,5     | 46.      | 102,9    | 25.      | 187,4      | 38.        |
| Miran Tepeš   | Normálsánc  | 78,3     | 45.      | 93,3     | 41.      | 171,6      | 44.        |
| Miran Tepeš   | Nagysánc    | 96,1     | 40.      | 88,3     | 40.      | 184,4      | 40.        |